# Bibelot

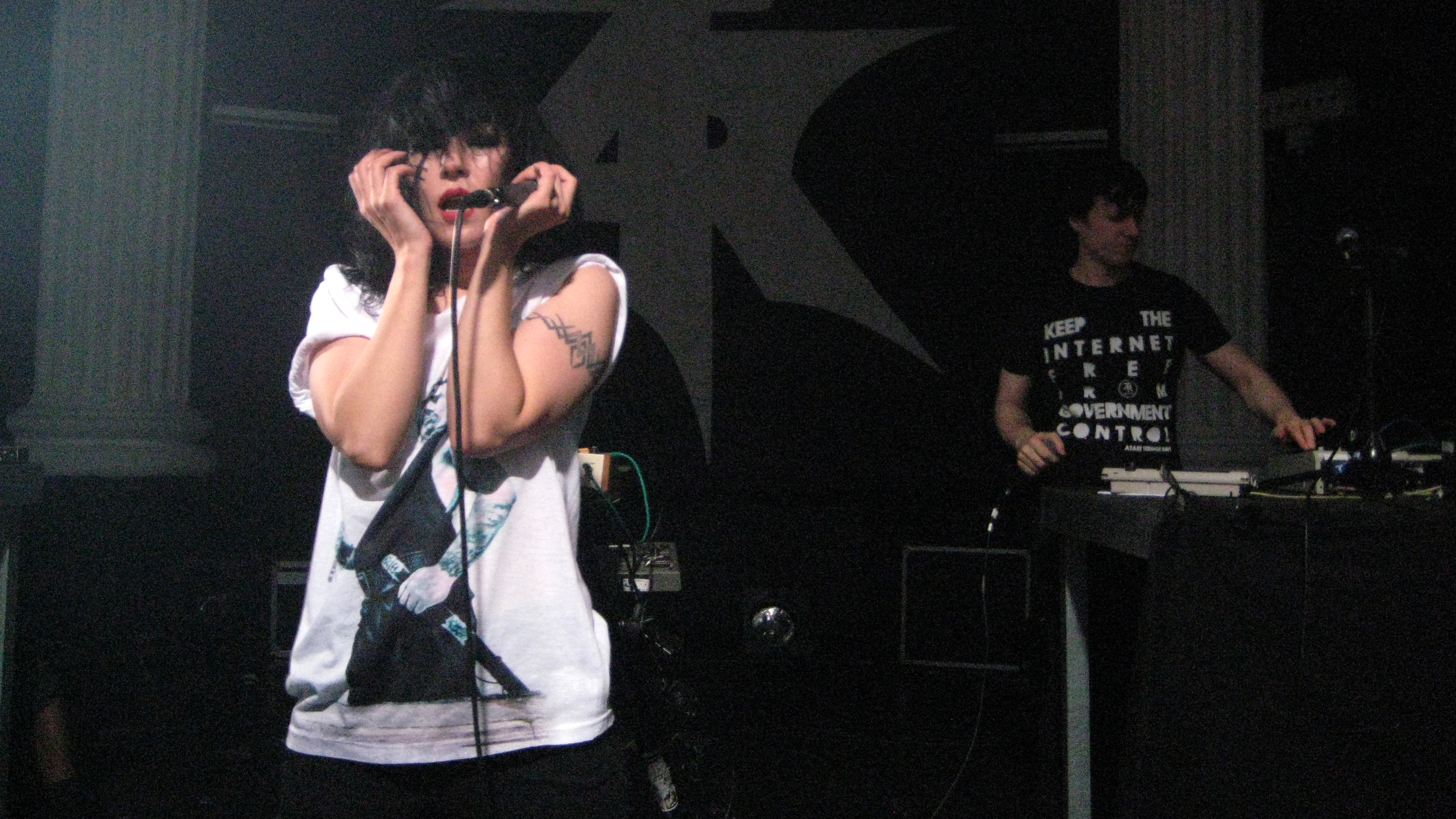
Een optreden van Atari Teenage Riot in Bibelot in 2011

Bibelot is een Nederland poppodium gevestigd in het Energiehuis in de wijk Noordflank van Dordrecht, provincie Zuid-Holland. Bibelot werd opgericht in 1967 en is het oudste poppodium van Nederland. De brede programmering bestaat uit popconcerten, festivals en dansfeesten. Naast een team van betaalde medewerkers zijn er in Bibelot meer dan 100 vrijwilligers werkzaam.
Bibelot is een culturele ANBI en aangesloten bij de Vereniging Nederlandse Poppodia en -Festivals. Het is, met zalen als Paradiso en 013, een van de kernpodia in Nederland.  

## Geschiedenis
Bibelot werd opgericht in 1967 en begon in een ruimte van de Verrezen Christuskerk te Dordrecht. Na een korte periode in een zaaltje van sociëteit Put bij de Pius X-kerk aan de Brouwersdijk volgde een verhuizing naar het Steegoversloot. Daar werd de bovenverdieping van het voormalige Katholiek Militair Tehuis in gebruik genomen en in 1974 ook de benedenverdieping. Omdat de rechtbank het pand wilde gebruiken moest Bibelot in 1981 wederom verhuizen, nu naar de voormalige Bonifatiuskerk aan de Wijnstraat. Voordat deze kerk in gebruik genomen kon worden moest het interieur eerst worden verbouwd met de mogelijkheid tot ongedaan maken. Architect was Freek Prins. In maart 2013 verhuisde Bibelot naar het Energiehuis.

## Accommodatie
Bibelot is een van de gebruikers van het Energiehuis aan de Noordendijk te Dordrecht. Deze voormalige elektriciteitscentrale uit 1905 staat aan de rand van het stadscentrum. Behalve Bibelot zijn onder andere Schouwburg Kunstmin, Cultuurcentrum ToBe en restaurant Khotinsky er gevestigd. Het popcentrum beschikt over twee zalen. De 'Power Stage' biedt plaats aan 300 bezoekers en de 'Main Stage' heeft een capaciteit van 800 personen. Ook in het bijbehorende café zijn regelmatig optredens.

## Afbeeldingen

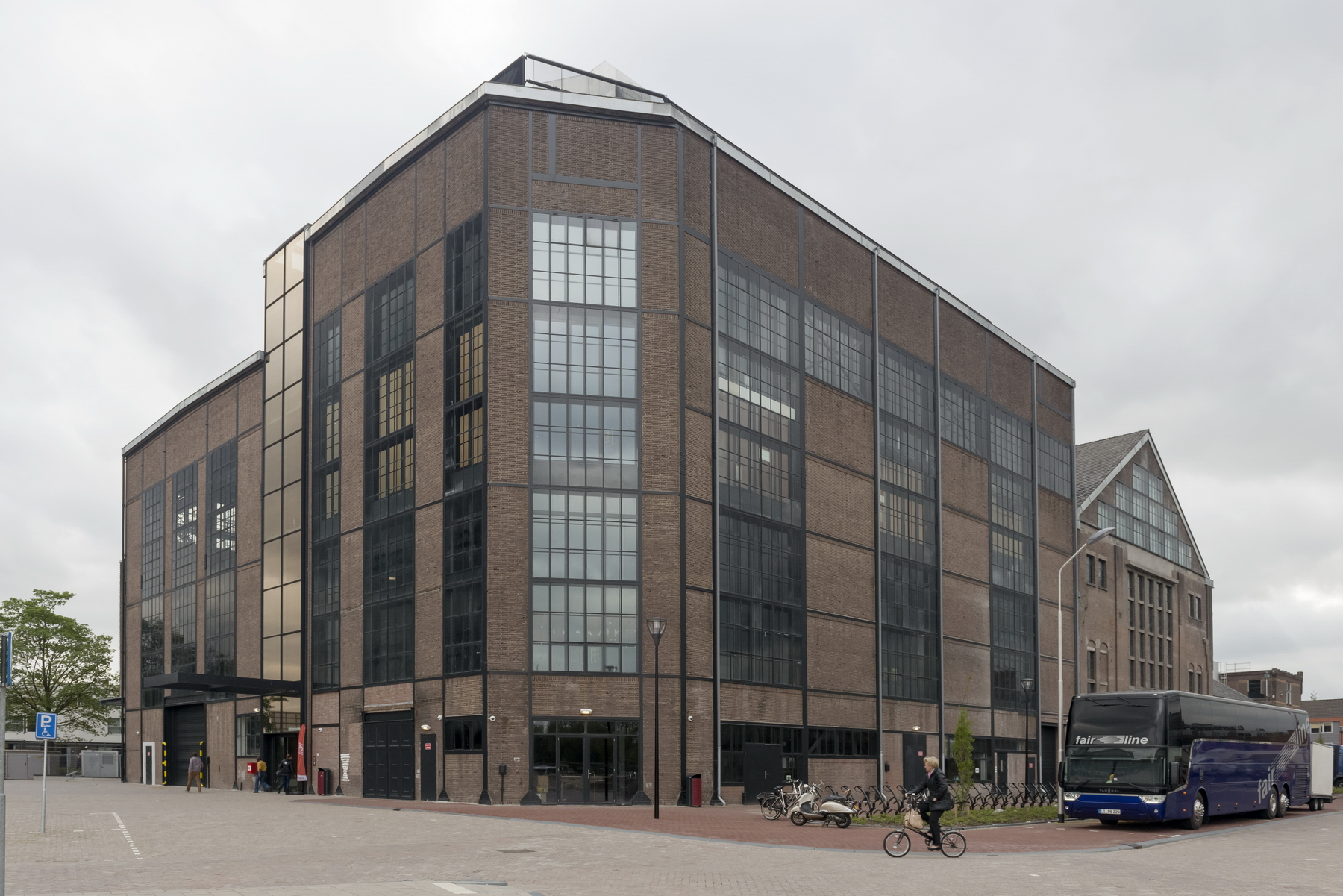
Bibelot is gevestigd in het Energiehuis sinds 2013
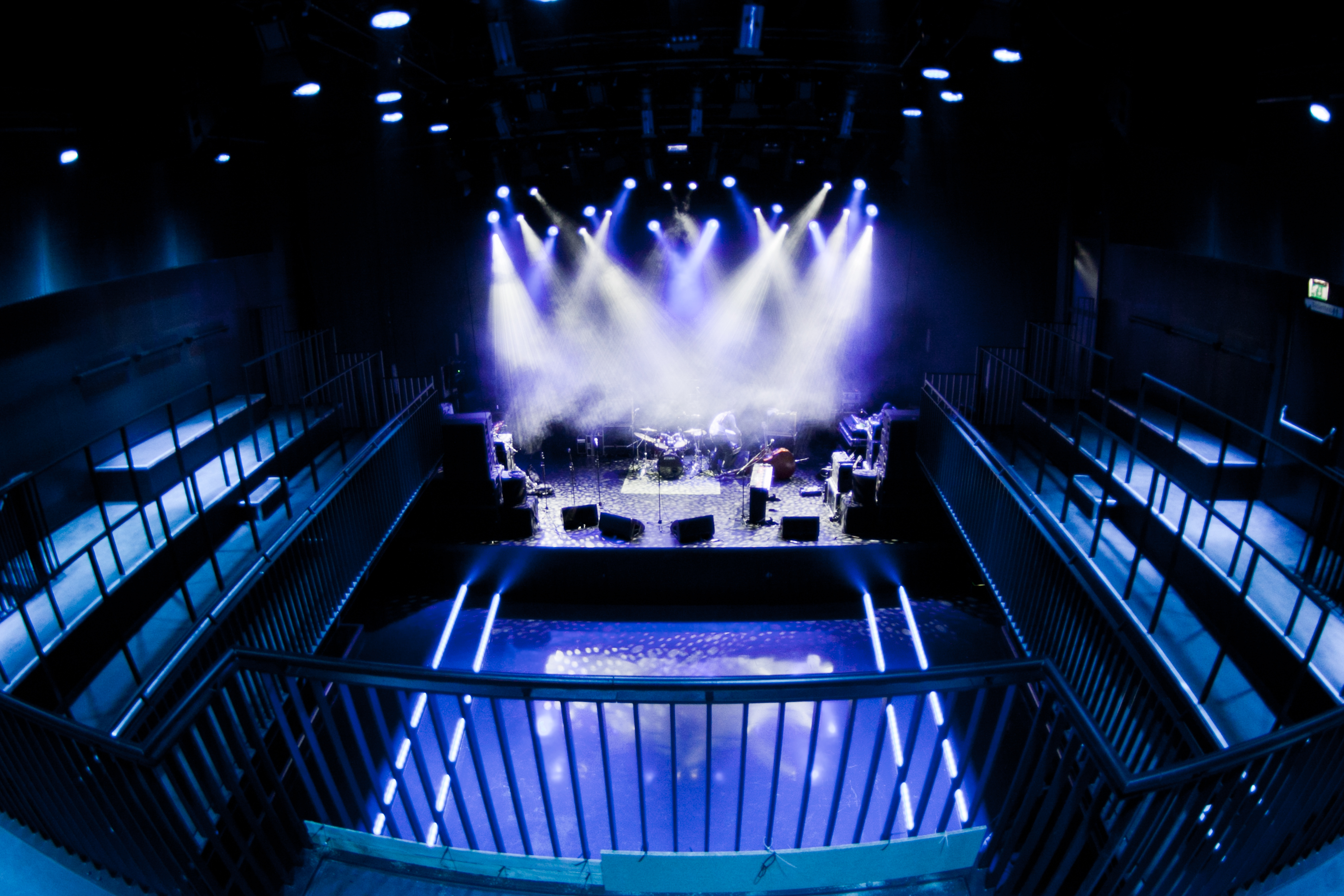
Main Stage
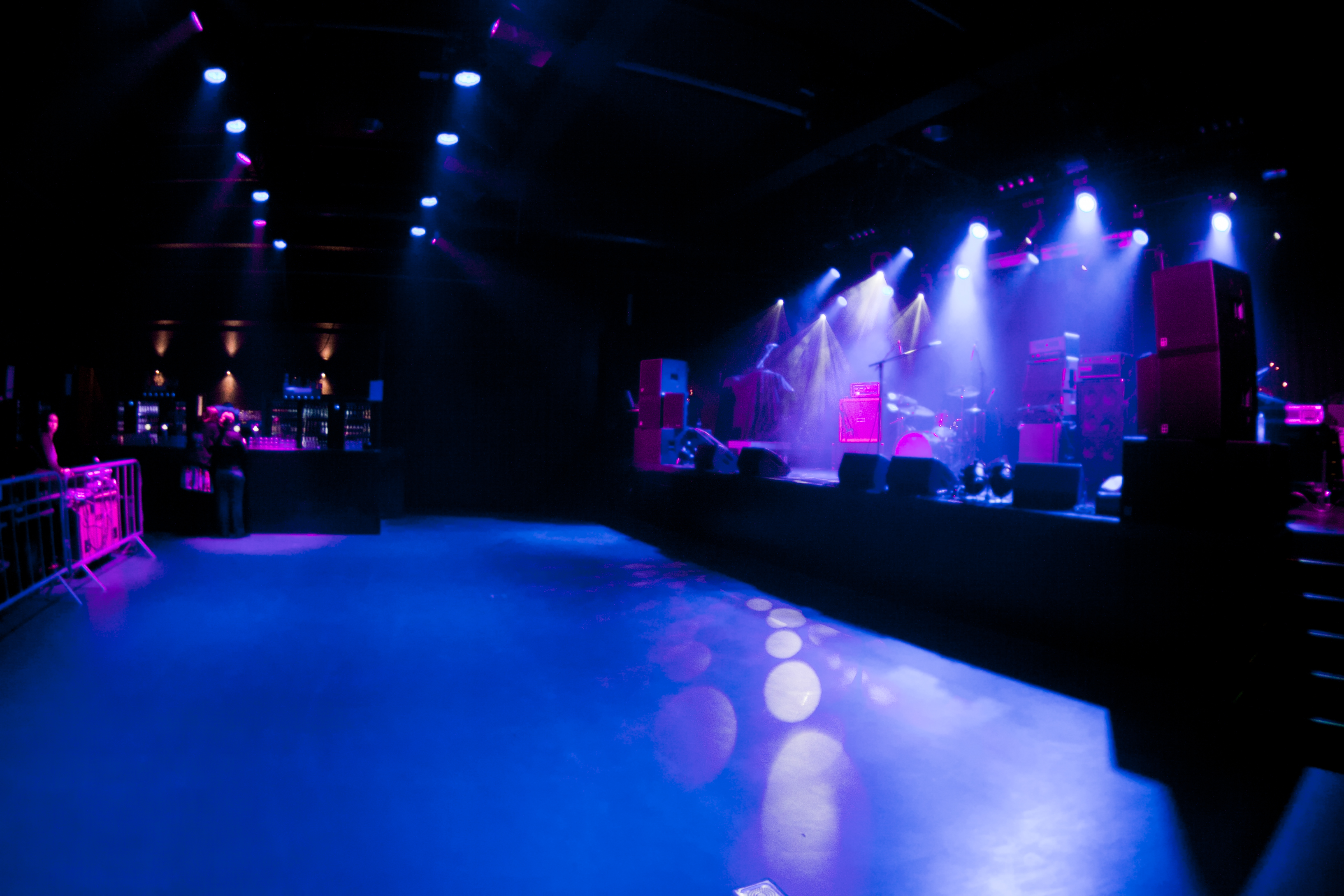
Power Stage